# Mistrovství světa v atletice 2009 – Ženy vrh koulí
Závod ve vrhu koulí  žen na Mistrovství světa v atletice 2009 se uskutečnil 16. srpna. Zvítězila v něm novozélandská atletka Valerie Viliová výkonem 20,44 m.
Stávající olympijská a světová šampionka Valerie Viliová po rozpačitémém vstupu do finále nakonec potvrdila pozici světové jedničky. Sebe i německé diváky nadchla nejzkušenější z domácího tria ve finále Nadine Kleinertová, když si hned prvním pokusem srovnala a třetím ještě o čtrnáct centimetrů vylepšila osobní rekord. I v posledních vrzích se Kleinertová ještě pokoušela na Novozélanďanku dotírat, ale neúspěšně.

## Výsledky

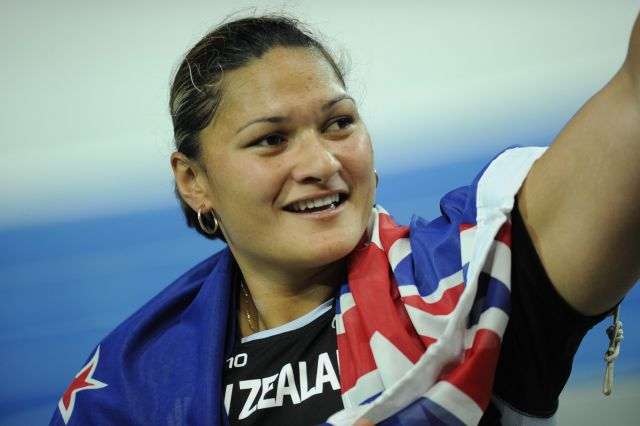
Valerie Viliová po vítězném závodě

| *                | Sportovec             | 1     | 2     | 3     | 4     | 5     | 6     | Celkem  |
| ---------------- | --------------------- | ----- | ----- | ----- | ----- | ----- | ----- | ------- |
| Zlatá medaile    | Valerie Viliová       | 19,40 | X     | 20,25 | 20,16 | 20,44 | 20,25 | 20,44 m |
| Stříbrná medaile | Nadine Kleinertová    | 20,06 | 19,52 | 20,20 | 19,61 | X     | X     | 20,20 m |
| Bronzová medaile | Kung Li-ťiao          | 19,69 | 19,89 | 19,68 | 19,75 | X     | X     | 19,89 m |
| 4                | Natallja Michněvič    | 19,66 | X     | 19,27 | 19,51 | X     | X     | 19,66 m |
| 5                | Anna Avdějeva         | 18,66 | 18,78 | 19,48 | 19,66 | X     | X     | 19,66 m |
| 6                | Michelle Carterová    | X     | 18,93 | 18,96 | X     | 18,30 | X     | 18,96 m |
| 7                | Li Mej-jü             | 18,76 | 18,35 | 18,66 | X     | X     | X     | 18,76 m |
| 8                | Misleydis Gonzálezová | 18,73 | 18,57 | X     | 18,60 | 18,74 | 18,43 | 18,74 m |